# Deforestazione della foresta amazzonica
Per deforestazione amazzonica si intende il processo di disboscamento, avviato a partire dagli anni 40 delle aree forestali presenti nel bacino amazzonico in Brasile. Nel 2017 risultava che più del 20% dell'intera superficie forestale fosse stata disboscata. Con 783828 km² (più del doppio della superficie dell'Italia) di aree naturali boschive in meno rispetto al 1970. L'allevamento estensivo è responsabile da solo di circa l'80% di tutte le deforestazioni nella regione mentre la restante parte è legata allo sfruttamento del territorio per fini agricoli (principalmente soia e olio di palma), minerali o legato al mercato del legname.

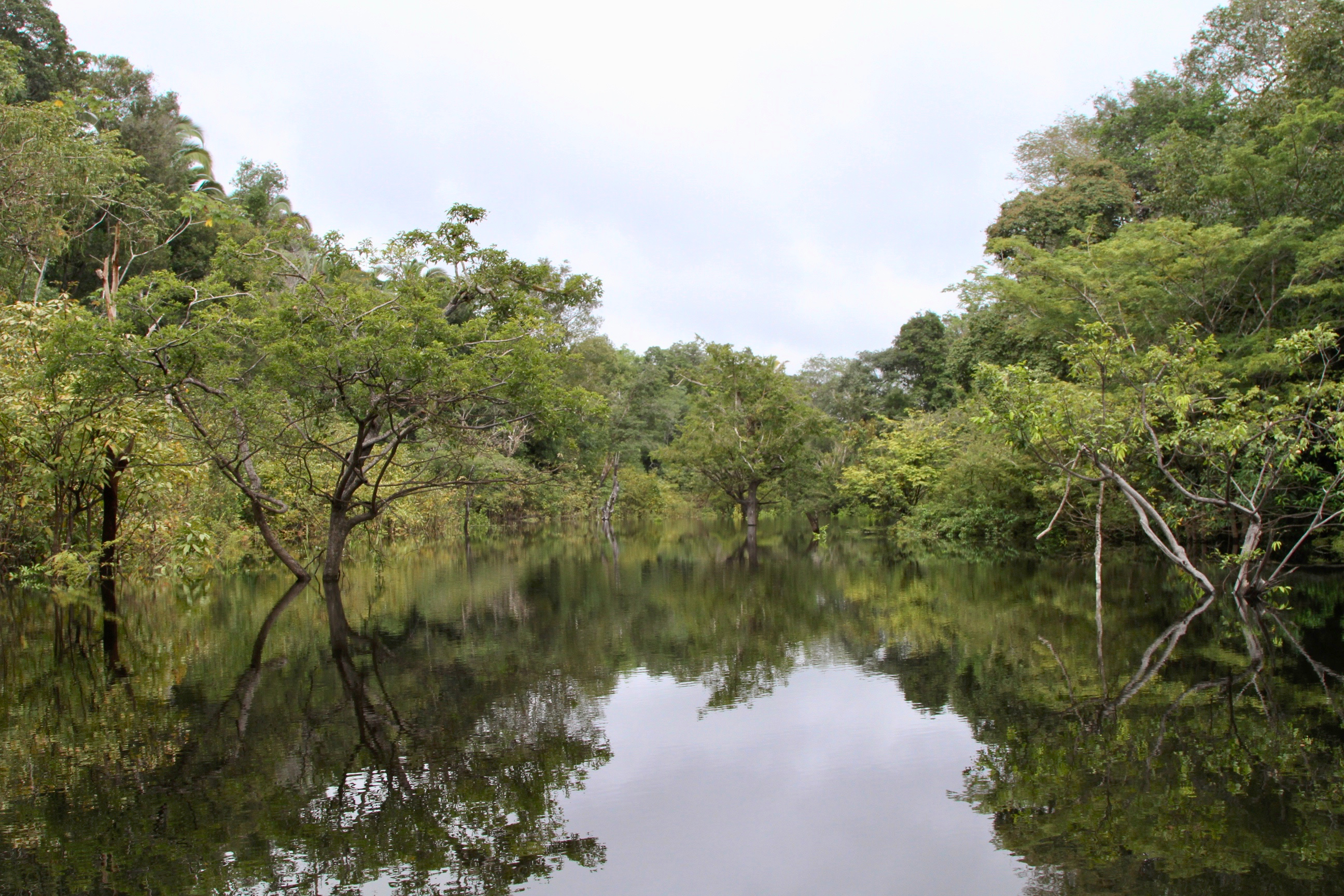
La foresta amazzonica

## Storia
Prima del 1970, l'accesso a gran parte della foresta pluviale era reso difficoltoso a causa della mancanza di collegamenti stradali e le attività di disboscamento erano limitate principalmente nelle sole aree raggiungibili attraverso le vie fluviali navigabili. L'avvio del vero fenomeno di deforestazione accelerò notevolmente dopo l'apertura delle prime autostrade che attraversavano la foresta pluviale, come l'autostrada Trans-Amazzonica del 1972 che non solo sono state fonti primarie di deforestazione ma hanno anche incoraggiato le costruzioni di nuovi villaggi lungo di esse, peggiorando il problema.
In numerose zone dell'Amazzonia, la deforestazione provocò un rapido impoverimento del terreno che limitò la redditività delle piantagioni agricole portando in breve tempo i coloni a riconvertire i campi agricoli in pascoli per l'allevamento. Se da un lato, gli incentivi statali e la minore manodopera necessaria per l'allevamento permettevano maggiori guadagni per i coloni rispetto all'agricoltura, a livello ambientale ciò rappresentò l'inizio dello sfruttamento intensivo della foresta amazzonica. La crescente necessità di spazi per l'allevamento portò infatti spesso ad applicare da parte dei coloni il metodo "taglia e brucia", che attraverso l'appicagione di incendi (anche incontrollati) permettevano di ricavare ampie aree di foresta per il pascolo.
Fortunatamente, dall'inizio del XXI secolo la deforestazione si è ridotta del 70%. Per uno studio di Dan Nepstad, Earth Innovation Institute (Stati Uniti), è il risultato di un processo composto da tre fasi. 
- Nella prima (fino al 2004), una legge provò a imporre ad agricoltori e allevatori di considerare riserva l'80% delle loro proprietà, ma non fu rispettata.
- Nella seconda fase (2005-2009) ci furono vari fattori: più controlli della polizia; calo dei guadagni della soia (coltivata in Amazzonia); campagne ambientaliste e boicottaggio di aziende responsabili della deforestazione.
- La terza fase (dal 2009) è stata decisiva. Anche se i guadagni della soia sono ripresi, il governo ha stabilito una politica del credito per l'Amazzonia: coltivatori e allevatori delle aree più rovinate sono stati esclusi dal credito a basso costo finché la deforestazione non è calata.

Nel 2015 la deforestazione illegale dell'Amazzonia è stata di nuovo in aumento per la prima volta da decenni, in gran parte a causa della domanda dei consumatori di prodotti come l'olio di palma. Con l'aumentare della pressione dei consumatori, gli agricoltori brasiliani liberano le loro terre per creare più spazio per colture come l'olio di palma e la soia. 
Utilizzando i tassi di deforestazione del 2005, è stato stimato che la foresta pluviale amazzonica sarebbe stata ridotta del 40% in due decenni. Il primo ministro norvegese Jens Stoltenberg ha annunciato, il 16 settembre 2008, che il governo norvegese avrebbe donato 1 miliardo di dollari USA al nuovo fondo Amazon. I fondi di questo fondo andrebbero a progetti volti a rallentare la deforestazione della foresta pluviale amazzonica. 
Nel settembre 2015, la presidente brasiliana Dilma Rousseff ha dichiarato alle Nazioni Unite che il Brasile aveva effettivamente ridotto del 82% il tasso di deforestazione in Amazzonia. Ha anche annunciato che nei prossimi 15 anni, il Brasile mirava a eliminare la deforestazione illegale, ripristinare e riforestare 120 000 km2 (46 000 sq mi), e recuperare 150 000 km2 (58 000 sq mi) di pascoli degradati.
Nell'agosto 2017, il presidente brasiliano Michel Temer ha abolito una riserva naturale amazzonica delle dimensioni della Danimarca negli stati settentrionali del Brasile, Pará e Amapá. Sotto il presidente Jair Bolsonaro la deforestazione in Brasile è aumentata in modo significativo. La combinazione di riscaldamento globale e deforestazione rende il clima regionale più secco e potrebbe stravolgere il delicato equilibrio della foresta pluviale trasformandone una parte in savana.

## Ritmo di disboscamento
Il tasso annuale di deforestazione nella regione amazzonica è aumentato drammaticamente tra il 1991 ed il 2000. In questi 9 anni l'area totale della foresta pluviale amazzonica disboscata rispetto al 1970 è passata da 419 010 a 575 903 km2. La maggior parte di questa foresta perduta è stata sostituita da pascoli per il bestiame. La deforestazione della foresta pluviale amazzonica ha continuato ad accelerare nei primi anni del 2000, raggiungendo un tasso annuo di 27 423 km² (maggiore della superficie della Sicilia) di perdita di foreste nel 2004. Oggi la copertura forestale rimanente continua a diminuire, sebbene il tasso annuale di perdita di foreste sia in generale rallentato dal 2004.
| Periodo   | Superficie della foresta pluviale rimanente (km²) | Disboscamento annuale (km²) | % di foresta rimanente rispetto al 1970 | Foresta persa rispetto al 1970 (km²) |
| --------- | ------------------------------------------------- | --------------------------- | --------------------------------------- | ------------------------------------ |
| Pre–1970  | 4 100 000                                         | —                           | —                                       | —                                    |
| 1977      | 3 955 870                                         | 21 130                      | 96,5%                                   | 144 130                              |
| 1978–1987 | 3 744 570                                         | 21 130                      | 91,3%                                   | 355 430                              |
| 1988      | 3 723 520                                         | 21 050                      | 90,8%                                   | 376 480                              |
| 1989      | 3 705 750                                         | 17 770                      | 90,4%                                   | 394 250                              |
| 1990      | 3 692 020                                         | 13 730                      | 90,0%                                   | 407 980                              |
| 1991      | 3 680 990                                         | 11 030                      | 89,8%                                   | 419 010                              |
| 1992      | 3 667 204                                         | 13 786                      | 89,4%                                   | 432 796                              |
| 1993      | 3 652 308                                         | 14 896                      | 89,1%                                   | 447 692                              |
| 1994      | 3 637 412                                         | 14 896                      | 88,7%                                   | 462 588                              |
| 1995      | 3 608 353                                         | 29 059                      | 88,0%                                   | 491 647                              |
| 1996      | 3 590 192                                         | 18 161                      | 87,6%                                   | 509 808                              |
| 1997      | 3 576 965                                         | 13 227                      | 87,2%                                   | 523 035                              |
| 1998      | 3 559 582                                         | 17 383                      | 86,8%                                   | 540 418                              |
| 1999      | 3 542 323                                         | 17 259                      | 86,4%                                   | 557 677                              |
| 2000      | 3 524 097                                         | 18 226                      | 86,0%                                   | 575 903                              |
| 2001      | 3 505 932                                         | 18 165                      | 85,5%                                   | 594 068                              |
| 2002      | 3 484 538                                         | 21 394                      | 85,0%                                   | 615 462                              |
| 2003      | 3 459 291                                         | 25 247                      | 84,4%                                   | 640 709                              |
| 2004      | 3 431 868                                         | 27 423                      | 83,7%                                   | 668 132                              |
| 2005      | 3 413 022                                         | 18 846                      | 83,2%                                   | 686 978                              |
| 2006      | 3 398 913                                         | 14 109                      | 82,9%                                   | 701 087                              |
| 2007      | 3 387 381                                         | 11 532                      | 82,6%                                   | 712 619                              |
| 2008      | 3 375 413                                         | 11 968                      | 82,3%                                   | 724 587                              |
| 2009      | 3 367 949                                         | 7 464                       | 82,2%                                   | 732 051                              |
| 2010      | 3 360 949                                         | 7 000                       | 82,0%                                   | 739 051                              |
| 2011      | 3 354 711                                         | 6 238                       | 81,8%                                   | 745 289                              |
| 2012      | 3 350 140                                         | 4 571                       | 81,7%                                   | 749 860                              |
| 2013      | 3 344 297                                         | 5 843                       | 81,6%                                   | 755 703                              |
| 2014      | 3 339 449                                         | 4 848                       | 81,4%                                   | 760 551                              |
| 2015      | 3 331 065                                         | 5 831                       | 81,2%                                   | 768 935                              |
| 2016      | 3 322 796                                         | 7 893                       | 81,0%                                   | 777 204                              |
| 2017      | 3 316 172                                         | 6 624                       | 80,9%                                   | 783 828                              |
| 2018      | 3 308 313                                         | 7 536                       | 80,7%                                   | 791 687                              |
| 2019      | 3 298 551                                         | 9 762                       | 80,5%                                   | 801 449                              |
| 2020      | 3 290 125                                         | 8 426                       | 80,3%                                   | 809 875                              |
| 2021      | 3 279 649                                         | 10 476                      | 80,1%                                   | 820 351                              |
| 2022      | 3 268 049                                         | 11 600                      | 79,7%                                   | 831 951                              |
| 2023      | 3 260 097                                         | 7 952                       | 79,5%                                   | 839 903                              |
| 2024      | 3 253 809                                         | 6 288                       | 79,4%                                   | 846 191                              |
| 2025      | 3 250 057                                         | 3 752                       | 79,3%                                   | 849 943                              |